# Jacques Lecoq
(Jacques Lecoq)
Jacques Lecoq (Parigi, 15 dicembre 1921 – Boulogne-Billancourt, 19 gennaio 1999) è stato un attore teatrale, mimo e pedagogo francese.
Fondatore della Scuola Internazionale di Teatro Jacques Lecoq (École Internationale de Théâtre Jacques Lecoq), è considerato uno dei più significativi pensatori del teatro contemporaneo, noto per i suoi studi sul teatro fisico e per il recupero della maschera e del coro greco e degli insegnamenti della commedia dell'arte

## Biografia

### Dallo sport al teatro
Iniziò il suo percorso nel 1937, studiando educazione fisica e diverse discipline sportive, che a sua volta insegnò ai suoi primi allievi, dal 1941 al 1945.
Il suo lavoro lo mise in contatto con Jean-Marie Conty, responsabile per l'educazione fisica in Francia e amico di Antonin Artaud. Da qui nacque l'interesse e la curiosità di Lecoq per il teatro.
Nel 1945, dopo una breve esperienza in una compagnia teatrale da lui stesso fondata, fu incaricato dall'attore francese Jean Dasté di occuparsi dell'allenamento fisico degli attori della compagnia teatrale Comédiens de Grenoble. In questa occasione Lecoq scoprì le maschere e fu influenzato dalle idee dell'attore e regista francese Jacques Copeau.

### L'esperienza italiana
Nel 1948 Lecoq si trasferì in Italia, dove rimase per otto anni. In questo paese egli approfondì i suoi studi soprattutto sulla Commedia dell'Arte e l'incontro con lo scultore Amleto Sartori fece nascere un sodalizio artistico basato sullo studio e il recupero delle maschere. Fu in questo periodo che nacque l'idea della maschera neutra.
(Jacques Lecoq, Il corpo poetico)
Su richiesta di Giorgio Strehler e Paolo Grassi, Lecoq partecipò alla fondazione della Scuola del Piccolo di Milano. Proprio qui, durante la lavorazione sull'Elettra di Sofocle, scoprì la tragedia greca e il coro.
Iniziò, quindi, un lavoro di ricerca sulle possibilità espressive e fisiche del coro all'interno di un teatro contemporaneo.
Continuò il suo lavoro di ricerca a Siracusa, lavorando sui cori di altre tragedie come Ecuba, Sette contro Tebe e Eracle.
Il suo lavoro fu notato dall'attore Franco Parenti, con il quale Lecoq fondò la Compagnia Parenti-Lecoq, con l'obiettivo di mettere in scena i nuovi autori teatrali. In questo periodo collaborò anche con Dario Fo, Luciano Berio e Anna Magnani, segno di un nascente bisogno di riscoprire un'idea dell'espressione corporea che allontanasse il gesto dalla cristallizzazione e dall'espressionismo dell'epoca.

### Ritorno a Parigi
Forte degli studi maturati in Italia, nel 1956 Jacques Lecoq tornò a Parigi. Alla sua partenza Sartori gli fece dono delle maschere create in quegli anni, permettendogli così di farle conoscere in Francia.
Dopo una serie di esperienze come curatore delle scene di movimento in diversi spettacoli, Lecoq decise di dedicarsi totalmente alla pedagogia.
(Jacques Lecoq, Il corpo poetico)
Fondò la sua scuola il 5 dicembre 1956, dove iniziò ad approfondire con i suoi allievi il lavoro sulla maschera neutra, la commedia dell'arte, l'espressione corporea, il coro, le maschere espressive e il mimo.
Nella prima classe è da notare l'allora giovanissimo Isaac Alvarez, che qualche anno dopo divenne il suo primo assistente, performer di tutti i primi lavori e un mimo-attore di grande successo, fondatore inoltre della scuola "Théatre du Moulinage".Isaac Alvarez
Nel 1959 fondò una compagnia con alcuni allievi, realizzando uno spettacolo, Appunti di viaggio (Carnets de voyage) che mise il luce le sue innovative idee sul mimo.
Nel 1962 iniziò a lavorare sui clown, studiando la capacità liberatoria insita nella comica derisione tipica della clownerie.
Nel 1968 cominciò ad insegnare presso la Scuola nazionale di Belle Arti di Parigi (École nationale supérieure des beaux-arts), approfondendo il discorso sullo spazio scenico e sulla scenografia che lo porterà a fondare un dipartimento di scenografia all'interno della sua scuola: il LEM, Laboratorio di studio del movimento (Laboratoire d'étude du mouvement).
Negli anni successivi la Scuola e l'interesse da essa creato divennero sempre più grandi e in diversi paesi nacquero diverse scuole che s'ispirarono agli insegnamenti di Lecoq.
Jacques Lecoq continuò il suo lavoro d'insegnamento fino alla morte, avvenuta il 19 gennaio 1999, a Boulogne-Billancourt. La Scuola internazionale di Teatro Jacques Lecoq continua tutt'oggi il suo lavoro di insegnamento.

### Scuole e/o programmi di formazione, che si ispirano alla pedagogia di Jacques Lecoq
- Accademia Internazionale di Teatro, Roma - Fondata da Emmanuel G. Lavallée, assistente pedagogico (1976/78) e insegnante (1981/82) alla scuola di Lecoq.
- Atelier Teatro Fisico Philip Radice, Torino, dove è presente la PAUT - Performing Arts University Torino - Fondato e diretto da Philip Radice, allievo di Jacques Lecoq, diplomato all'École Internationale de Théâtre Jacques Lecoq di Parigi nel 1982.
- Scuolarsenale di Marina Spreafico e Kuniaki Ida, Milano - Fondata da Marina Spreafico e Kuniaki Ida nel 1978, entrambi diplomati all'École Internationale de Théâtre Jacques Lecoq di Parigi nel 1975
- Ecole Philippe Gaulier, su ecolephilippegaulier.com.
- Scuola/Laboratorio Internazionale ATELIER Mask Movement Theatre, San Miniato (PI) - Fondata e diretta da Matteo Destro, diplomato all'École Internationale de Théâtre Jacques Lecoq di Parigi nel 2000.
- London International School of Performing Arts - Fondata da Thomas Prakkti, direttore pedagogico alla scuola di Lecoq tra il 1999 e il 2003
- HELIKOS, Scuola Internazionale di Creazione Teatrale, Firenze - Fondata e diretta da Giovanni Fusetti, assistente pedagogico (1997/98) e insegnante (1998/99) alla scuola di Lecoq.
- Scuola di Teatro di Bologna "Alessandra Galante Garrone", Bologna - Fondata da Alessandra Galante Garrone nel 1976.

| Controllo di autorità | VIAF (EN) 9964329 · ISNI (EN) 0000 0001 2120 3390 · SBN UBOV121982 · LCCN (EN) n90696718 · GND (DE) 119099497 · BNF (FR) cb12562807n (data) · J9U (EN, HE) 987007440026805171 · NDL (EN, JA) 00922705 |